# قورباغه موشکی ناهموار
قورباغه موشکی ناهموار (نام علمی: Litoria inermis)، که همچنین به عنوان قورباغه پیترز شناخته می‌شود، گونه‌ای قورباغه در زیرخانواده Pelodryadinae است که در استرالیا فراوان و بومی است، جایی که از شمال استرالیا در جنوب تا ماریبورو، کوئینزلند یافت می‌شود.
شبیه به قورباغه موشکی راه‌راه (L. nasuta)، ندای آنها چند «کلاک»، سپس یک سری سریع «وک» برای چند ثانیه، سپس چند «کلاک» دیگر است.

## تولیدمثل
تخم‌های آن‌ها به صورت توده‌هایی از حدود ۹۶ تا ۳۳۰ تخم قهوه‌ای روی سطوح موقت استخر گذاشته می‌شود.